# Jevgenij Lovtjev
Jevgenij Lovtjev (ryska: Евгений Серафимович Ловчев), född den 29 januari 1949 i Moskva, Sovjetunionen, är en sovjetisk före detta fotbollsspelare som medverkade i det sovjetiska landslaget som tog OS-brons i fotbollsturneringen vid de olympiska sommarspelen 1972 i München.